# Ordre de la Couronne d'Italie
Pour les articles homonymes, voir Ordre de la Couronne.
L’ordre de la Couronne d’Italie (Ordine della Corona d’Italia) est un ordre honorifique italien fondé le 20 février 1868 par le roi Victor-Emmanuel II, et éteint depuis la mort du dernier roi d'Italie, Humbert II, en 1983.

## Historique
La fondation de l'ordre commémorait le souvenir de l'union de la Lombardie au royaume de Sardaigne (1859) et celle de la Vénétie au jeune royaume d'Italie (1866). L’ordre de la Couronne d’Italie remplaçait l’ordre de la Couronne de fer, créé par Napoléon Ier en 1805 et demeuré, par tradition historique, un ordre autrichien.
Humbert II, dernier roi d'Italie, quitte son pays le 13 juin 1946 sans abdiquer. Il considère toujours légitime de distribuer cet Ordre national jusqu'à sa mort le 18 mars 1983. Les successeurs du roi Humbert II dans la ligne dynastique n'étant plus régnants, il ne leur est plus possible de décerner l'ordre de la Couronne d'Italie ; l'Ordre est par conséquent éteint depuis le 18 mars 1983.

## Structure
L'ordre de la Couronne d'Italie, composée de 5 classes, servait à récompenser tous les genres de services rendus au gouvernement italien.

## Description
La croix pattée alésée arrondie, en or, est recouverte d'émail blanc. Les branches de la croix sont reliées entre elles par quatre lacs d'amour (nœuds de Savoie) en fil d'or tressé.
Au centre de la croix, sur l'avers, est apposé un médaillon en or émaillé en bleu, sur lequel figure la couronne du roi des Lombards. Sur le médaillon en or placé au revers de la croix est représentée une aigle émaillée en noir portant en mandorle la croix de Savoie émaillée, symboles héraldiques extraits des grandes armes des souverains de la maison de Savoie.
Le ruban est tiercé d'une bande blanche entre deux bandes rouges. Les grands officiers et les grands-croix portent une plaque sur leur habit. Aucune médaille d'ordonnance n'est surmontée d'une couronne royale. Une rosette apposée sur le ruban permet de différencier la médaille de chevalier de celle d'officier.
|                                          |                      |                           |                                  |                                                 |
| Royaume d'Italie                         |                      |                           |                                  |                                                 |
| Cavaliere (Chevalier)                    | Ufficiale (Officier) | Commendatore (Commandeur) | Grand'Ufficiale (Grand officier) | Cavaliere di Gran Croce (Chevalier grand-croix) |
| République Italienne et Maison de Savoie |                      |                           |                                  |                                                 |
| Cavaliere                                | Ufficiale            | Commendatore              | Grand'Ufficiale                  | Gran Croce                                      |

## Récipiendaires
- Jean Aicard (1848-1921), commandeur
- Ambassadeur Bernardo Attolico (1880-1942), grand-croix
- Jules Pighetti, comte de Rivasso (1826-1901)
- Ciro Capozzi (1855-1938) restaurateur créateur du Ciro's, commandeur (1913)
- Benedetto Croce (1866-1952)
- Fabio Fabbi (1861-1946)
- Auguste Fropo (1859-1945), commandeur
- Godefroy Lunel (1814-1891), chevalier
- Giuseppe Maestripieri, chevalier 18 mars 1917
- François Marjoulet (1859-1935), commandeur
- Amedeo Natoli (1888-1953), grand officier
- Antonino Natoli (1857-1919), chevalier
- Giuseppe Palizzi (1812-1888), commandeur[1]
- Albert Roper (1891-1969), officier
- Camille Viotte (1871 - 1928), chevalier
- Louis-Napoléon Nielli (1813-1887), chevalier, consul d'Italie en Algérie
- Charles Anthony Johnson Brooke (1829-1917), commandeur, rajah de Sarawak[2]
- Marc de Vissac (1841-1918), officier, en 1904
- Jules Vuy (1815-1896), chevalier[3]
- Félix Fournery (1865-1938), peintre et dessinateur de mode
- Baron Henri de Trannoy, chevalier
- Baron Eugène Beyens (1855-1934), ministre d'État, grand-croix.
- Baron Ludovic Moncheur (1857-1940), diplomate belge, grand-croix.

### Ordres de Savoie
- Ordre de la Couronne de Fer
- Ordre suprême de la Très Sainte Annonciade
- Ordre des Saints-Maurice-et-Lazare
- Ordre du Mérite de la République italienne
- Ordre du Mérite de Savoie
- Ordre militaire de Savoie
- Ordre civil de Savoie